# Harem Scarem (film)
Harem Scarem è un cortometraggio d'animazione del 1928 diretto da Walt Disney, il 20° con protagonista Oswald il coniglio fortunato. Fu distribuito dalla Universal Pictures il 9 Gennaio 1928.